# Marie Spartali Stillman
Maria Eufrosyne Spartali, (in greco Μαρία Ευφροσύνη Σπαρτάλη?) coniugata Stillman (Londra, 10 marzo 1844 – Londra, 6 marzo 1927), è stata una modella e pittrice inglese di origini greche. Durante i suoi sessant'anni di attività produsse più di un centinaio di opere ed espose regolarmente nelle gallerie della Gran Bretagna e degli Stati Uniti.

## Biografia
Maria Spartali fu la figlia più piccola di Michael Spartali (1818–1914), un ricco mercante e Console generale greco che viveva a Londra insieme a sua moglie Eufrosyne  Varsami (1825–1913), di origine genovese.
Lei e le sue cugine Maria Zambaco e Aglaia Coronio furono chiamate tra i loro amici le tre grazie, riprendendo quelle della mitologia greca: Aglaia, Eufrosine e Talia poiché erano tutte e tre molto belle e di discendenza greca. Algernon Swinburne disse di Spartali: "Lei è così bella che voglio sedermi e piangere".
Spartali studiò presso Ford Madox Brown dal 1864 per alcuni anni, assieme ai suoi bambini Lucy, Catherine e Oliver. Posò come modella per Brown stesso e anche per Edward Burne-Jones in The Mill (il mulino), per Julia Margaret Cameron, per Dante Gabriel Rossetti in A Vision of Fiammetta (Visione di Fiammetta), Dante's Dream (il sogno di Dante) e in The Bower Meadow (il prato sul pergolato), per John Roddam Spencer Stanhope e per James Abbott McNeill Whistler in La Princesse du Pays de la Porcelaine (la principessa del paese della porcellana).

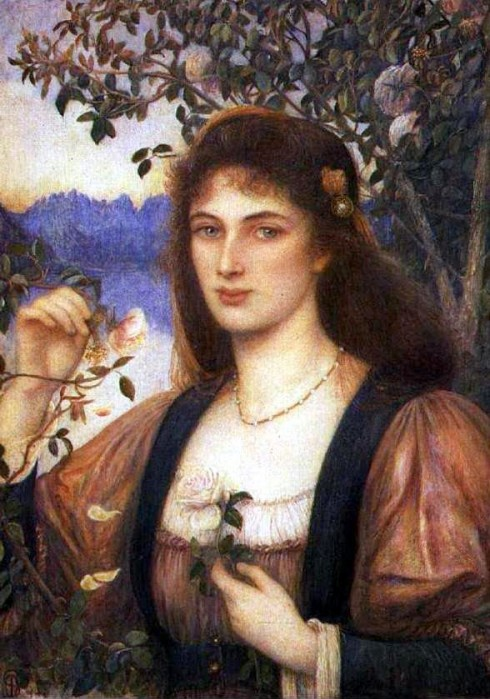
A Rose from Armida's Garden (una rosa dal giardino di Armida) del 1894.

Nel 1871 contro il volere dei suoi genitori sposò il giornalista e pittore statunitense William James Stillman divenendo sua seconda moglie, la prima si era suicidata due anni prima. Il lavoro di lui come corrispondente estero portò alla divisione del tempo della coppia tra Londra e Firenze tra il 1878 e il 1883 e poi Roma dal 1889 fino al 1896. Lei viaggiò anche verso l'America e fu la sola preraffaellita di origine britannica a lavorare negli Stati Uniti.
La figlia di Spartali Euphrosyne "Effie" e la sua figliastra Lisa divennero entrambe delle artiste. Suo figlio Michael divenne architetto.
Marie Spartali morì a Londra nel 1927, fu cremata al cimitero di Brookwood vicino a Woking e sepolta presso la tomba di suo padre nel cimitero di West Norwood.

## Le opere

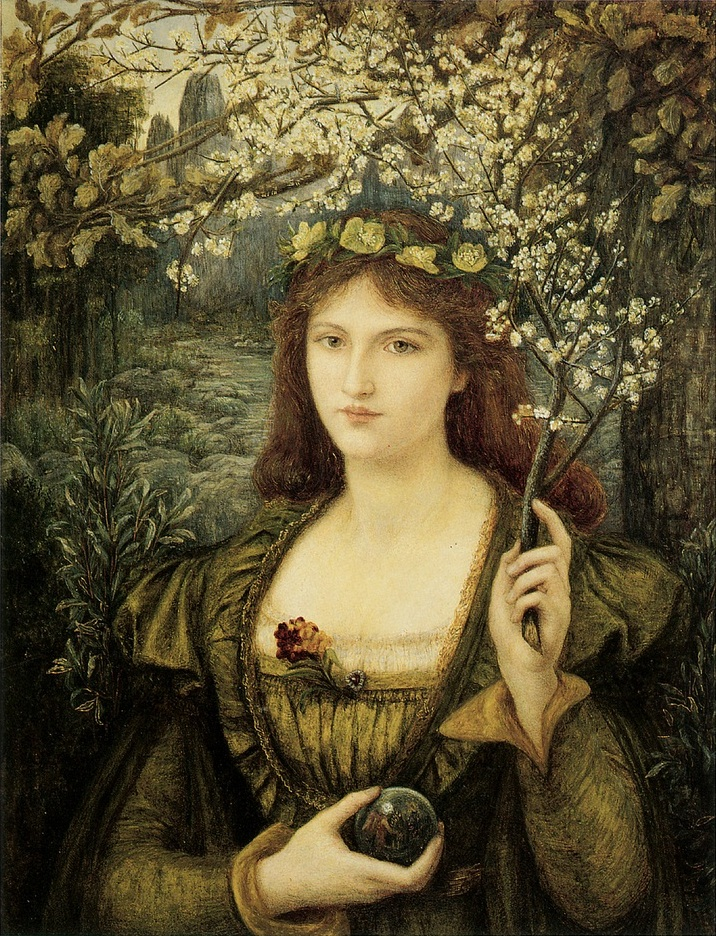
Madonna Pietra degli Scrovigni del 1884

I soggetti delle sue opere sono quelli tipici dei preraffaelliti: figure femminili, paesaggi italiani, scene di Shakespeare, Petrarca, Boccaccio e soprattutto Dante. Tra le sue opere dantesche vi sono: The Meeting of Dante and Beatrice on All Saints' Day (1881), Dante and Beatrice, Scene from the Vita Nuova (1891), Madonna Pietra degli Scrovigni (1884), A May Feast at the House of Folco Portinari, 1274 (1887), Dante at Verona (1888), A Florentine Wedding Feast (1890), Upon a Day Came Sorrow unto Me (1887), A Pilgrim's Folk (1914).
Espose alla Dudley Gallery, alla Grosvenor Gallery e a quella che gli succedette, la New Gallery, alla Royal Academy, ed in varie gallerie degli Stati Uniti dell'est. Partecipò alla mostra del centenario a Filadelfia nel 1876. Una sua retrospettiva venne fatta negli Stati Uniti nel 1982.